# Juiz De Fora Airport
Juiz De Fora Airport (portugisiska: Aeroporto de Juiz de Fora) är en flygplats i Brasilien.   Den ligger i kommunen Juiz de Fora och delstaten Minas Gerais, i den sydöstra delen av landet, 800 km sydost om huvudstaden Brasília. Juiz De Fora Airport ligger 911 meter över havet.
Terrängen runt Juiz De Fora Airport är huvudsakligen lite kuperad. Juiz De Fora Airport ligger uppe på en höjd. Runt Juiz De Fora Airport är det ganska tätbefolkat, med 80 invånare per kvadratkilometer.. Närmaste större samhälle är Juiz de Fora, 4,8 km nordost om Juiz De Fora Airport.
Omgivningarna runt Juiz De Fora Airport är huvudsakligen savann.